# Federico Godoy
Federico Godoy Castro (Cádiz, 20 de diciembre de 1869 - Sevilla, 12 de julio de 1939) fue un artista español dedicado a la pintura y a su enseñanza. A lo largo de su carrera artística logró recibir multitud de diplomas, medallas y distinciones por sus aportaciones a la pintura española. Dos de sus obras más importantes a día de hoy se exhiben en el Museo del Prado, La toilette y En la playa del sanatorio de Santa Clara.

## Biografía
Federico Godoy Castro nace en Cádiz el día 20 de diciembre de 1869 en el seno de una familia acomodada. A los 5 años, Godoy se queda sordo a causa de una meningitis. Al poco tiempo también dejará de hablar.
Su padre, Don Federico Godoy Mercader, Decano de la Facultad de Medicina de Cádiz, tras repetidas consultas a especialistas, decide acudir al Colegio de Reeducación de Sordomudos en Madrid. Pero Federico siendo aún un niño armó semejante alboroto el día de su entrada al centro que hizo cambiar de idea a su padre, emprendiendo el viaje de vuelta a Cádiz con su hijo.
La enfermedad que padecía Godoy desde los 5 años le atrofia definitivamente las cuerdas vocales, pero no por ello su personalidad ya que, según numerosas anécdotas contadas por sus familiares el aspecto de la timidez se descarta por completo. Como un niño cualquiera Godoy continuó asistiendo al colegio con los niños de su edad y desarrollando una técnica en dibujo.
Viendo la afición de Godoy, sus padres le apuntan a los nueve años en 1878 en la Academia de Bellas Artes de Cádiz, obteniendo las máximas puntuaciones.
En el año 1887 su padre se marcha a Madrid para presidir una tribuna de oposiciones y regresa enfermo con pulmonía, la cual le ocasionaría la muerte. Por aquel entonces Godoy tenía 17 años, y tras la muerte de su padre decide aplicarse aún más en la pintura movido tanto por su pasión como por la necesidad. Godoy ya había vendido algunos cuadros y ya daba clases de dibujo, y en los años venideros sería él quien sostendría económicamente a la familia y pagaría la carrera de medicina a sus dos hermanos pequeños.
El ayuntamiento de Cádiz observando su carrera en el mundo artístico decide concederle una beca para Roma y Madrid, aunque solo llegó a considerar la de Madrid, donde continuará sus estudios hasta 1901. En este período establecerá relaciones con numerosos artistas como los Zubiaurre, José Moreno Carbonero o Joaquín Mir. También cabe destacar que Godoy frecuentaba el taller privado del maestro Joaquín Sorolla, siendo uno de los privilegiados a los que Sorolla les concedía acceso.
Godoy en Madrid comienza a acudir a las clases impartidas en la Escuela de Bellas Artes y es por 1895 cuando recibe su primer premio, una medalla de tercera clase en la Exposición Nacional por el óleo Dar de comer al hambriento. Pasa los inviernos en Madrid y los veranos en Cádiz, donde empieza a recibir multitud de encargos de obras. El 8 de octubre de 1896 contrajo matrimonio con Doña María Pinedo en la Iglesia de San José de Cádiz, a la cual dedicará en los años venideros infinidad de obras y retratos en varios lienzos.
Federico Godoy se asienta definitivamente en la ciudad gaditana cuando se convierte en retratista oficial en Cádiz. En esta ciudad el pintor se mudó en varias ocasiones en lugares como la calle de San José, Segismundo Moret, Valverde o Cervantes. Estas continuas mudanzas se debieron principalmente a la voluntad de su mujer que le gustaba cambiar de manera habitual de residencia. Godoy no fue artista del favor real pero visitó la corte y fue recibido por la reina María Cristina en una audiencia privada y más tarde por la Infanta Isabel que retrataría en el palacio. Por estos tiempos es cuando le empiezan a conceder todo tipo de cruces, medallas y premios.
Gran parte de su producción artística fue exportada a Hispanoamérica, siendo su capacidad de creación enorme. En el círculo de Bellas Artes de Madrid se hicieron célebres sus pláticas artísticas y partidas de ajedrez. Entre su círculo de amistades contaban pescadores y obreros del muelle de Cádiz, así como sus vecinos de los típicos patios andaluces. A todos estos Godoy los llevará al lienzo.
De su matrimonio nacieron 5 hijos, cuatro hijas y un niño que moriría a los pocos meses. Dos de sus hijas también murieron siendo unas niñas a los 8 y 13 años de edad. Las desgracias todavía aún con la muerte de tres de sus hijos persiguen al pintor, hasta la última muerte, la de su hija mayor que después de tres años casada moriría en un accidente de automóvil.
Al comienzo en su carrera como académico se le planteó un serio problema, que sería que no podría llegar a alcanzar el titular de cátedra debido a sus efectos físicos. Por esto sus alumnos y amigos apelaron al rey, que por la Real Orden del 1 de noviembre de 1914 se le otorgó la dispensa.
En 1929 traslada su residencia a Sevilla, donde viviría el último periodo de su vida, al ser nombrado profesor de la Escuela de Bellas Artes local. Vivió en la calle Bailén y más tarde en la de Teodosio. A los cuatro años de su estancia en la capital andaluza decide trasladarse a un chalet del barrio Heliópolis. Godoy realizaba excursiones con sus alumnos, y un día de la primavera de 1934 regresa de una de dichas excursiones al pueblo de Carmona enfermo. Por esta enfermedad sufre de congestión, que desde hace tiempo ya sufría molestias hepáticas, y su médico no le dio esperanzas de una recuperación. En los próximos cinco años se le repetirían sucesivamente cinco congestiones, teniendo que quedarse cada vez más en su sillón por la pérdida progresiva del dominio de su piernas, pero aún poseyendo el control sobre sus manos. Es en este tiempo cuando pinta a su mujer e hija en actos cotidianos de coser, hacer punto, leer o poner la mesa. Ellas le acompañan en sus últimos días. También retrata a su médico, el especialista sevillano Doctor Rodiño. Godoy falleció el 12 de julio de 1939.

## Obras destacadas
- La toilette, óleo sobre lienzo, 1899.[3]
- En la playa del sanatorio de Santa Clara, óleo sobre lienzo, 1903.[4]
- Dar de comer al hambriento, 1895.[5]
- Interior de la Iglesia de Santo Domingo de Cádiz, 1928.[6]
- Rincón Florido, 1932.[7]
- La Puerta de Tierra en Cádiz, 1925.[8]

## Honores y condecoraciones[9]
- Segunda medalla y diploma en la Exposición Marítima Internacional de Cádiz (15 de agosto de 1887)
- Socio de Honor del Ateneo de Cádiz (1887)
- Medalla de Tercera clase en la Exposición Nacional de Bellas Artes de Madrid (1895)
- Primera Medalla de oro y diploma en el Concurso Internacional de Dibujos celebrado por la Revista Moderna de Madrid (1898)
- Medalla de Tercera clase en la Exposición Nacional de Madrid (1899)
- Caballero Hospitalario de San Juan (1899)
- Cruz de Carlos III otorgada en la Exposición Nacional de Cádiz (1901)
- Académico Correspondiente de la real de San Fernando (5 de enero de 1903)
- Caballero de la Cruz de la Orden de Alfonso XII (4 de enro de 1906)
- Premio y Diploma en los Juegos Florales gaditanos (1907)
- Segundo Premio en el Concurso de Carteles de Fiestas de Cádiz (1908)
- Premio y Diploma en el Certamen artístico y literario celebrado por la Sociedad de artistas y escritores de Cádiz (1908)
- Académico de Honor de la Hispanoamericana de Ciencias y artes de Cádiz (1909)
- Medalla de segunda clase en la Exposición Nacional de Bellas Artes de Madrid (1910)
- Cruz de Isabel I La Católica (1910)
- Académico numerario de primera clase de la Real de Bellas Artes (3 de junio de 1911)
- Medalla de oro en el certamen conmemorativo de las Cortes Constitucionales y sitios de Cádiz (1913)
- Vocal de la Comisión Provincial de Monumentos históricos y artísticos de Cádiz (1915)
- Representante de la Asociación de Pintores y Escultores de Madrid en Cádiz (26 de enero de 1915)
- Diploma en la Exposición de Bellas Artes de Cádiz organizada por la Sociedad de Fomento (31 de agosto de 1915)
- Medalla de Plata en la Exposición Iberoamericana de Sevilla (22 de mayo de 1930)
- Socio de mérito de la Asociación de Pintores y Escultores de Madrid (23 de octubre de 1930)
- Primera medalla y diploma en la Exposición de Bellas Artes en Córdoba (1934)